# Puchar Interkontynentalny w Lekkoatletyce 2018 – rzut dyskiem mężczyzn
Rzut dyskiem mężczyzn – jedna z konkurencji technicznych rozgrywana w ramach lekkoatletycznyego pucharu interkontynentalnego na Stadionie miejskim w Ostrawie-Witkowicach.

## Terminarz
Źródło: worldathletics.org.
| Data       | Godzina |
| ---------- | ------- |
| 8 września | 15:52   |

## Rekordy
Tabela prezentuje rekord świata, rekord pucharu interkontynentalnego, rekordy kontynentów oraz najlepszy wynik na listach światowych w sezonie 2018 przed rozpoczęciem mistrzostw.
|                                     | Zawodnik        | Wynik | Miejsce           | Data                  |
| ----------------------------------- | --------------- | ----- | ----------------- | --------------------- |
| Rekord świata                       | Jürgen Schult   | 74,08 | Neubrandenburg    | 6 czerwca 1986(dts)   |
| Listy światowe                      | Daniel Ståhl    | 69,72 | Eskilstuna        | 26 sierpnia 2018(dts) |
| Rekord pucharu interkontynentalnego | Róbert Fazekas  | 71,25 | Madryt            | 21 września 2002(dts) |
| Rekord Afryki                       | Frantz Kruger   | 70,32 | Salon-de-Provence | 26 maja 2002(dts)     |
| Rekord Ameryki Południowej          | Jorge Balliengo | 66,32 | Rosario           | 15 kwietnia 2006(dts) |
| Rekord Ameryki Północnej            | Ben Plucknett   | 72,34 | Sztokholm         | 7 lipca 1981(dts)     |
| Rekord Australii i Oceanii          | Benn Harradine  | 68,20 | Townsville        | 10 maja 2013(dts)     |
| Rekord Azji                         | Ehsan Hadadi    | 69,32 | Tallinn           | 3 czerwca 2008(dts)   |
| Rekord Europy                       | Jürgen Schult   | 74,08 | Neubrandenburg    | 6 czerwca 1986(dts)   |

## Rezultaty
Źródło: worldathletics.org.
| Pozycja | Zawodnik        | Drużyna        | Runda | Runda | Runda | Runda    | Runda | Rezultat | Punkty | Uwagi |
| Pozycja | Zawodnik        | Drużyna        | 1.    | 2.    | 3.    | Półfinał | Finał | Rezultat | Punkty | Uwagi |
| ------- | --------------- | -------------- | ----- | ----- | ----- | -------- | ----- | -------- | ------ | ----- |
| 1.      | Fedrick Dacres  | Ameryka        | 58,38 | x     | 66,64 | 63,86    | 67,97 | 67,97    | 8      |       |
| 2.      | Matt Denny      | Azja i Oceania | 63,99 | 63,15 | 63,42 | 61,84    | 54,53 | 63,99    | 7      |       |
| 3.      | Andrius Gudžius | Europa         | x     | 66,95 | x     | x        | NQ    | 66,95    | 6      |       |
| 4.      | Victor Hogan    | Afryka         | x     | 60,05 | 63,49 | x        | NQ    | 63,49    | 5      |       |
| 5.      | Daniel Ståhl    | Europa         | 64,84 | x     | x     | NQ       | NQ    | 64,84    | 4      |       |
| 6.      | Reginald Jagers | Ameryka        | 62,12 | 63,49 | x     | NQ       | NQ    | 63,49    | 3      |       |
| 7.      | Elbachir Mbarki | Afryka         | x     | 54,03 | x     | NQ       | NQ    | 54,03    | 2      |       |
| 8.      | Joseph Millar   | Azja i Oceania | 20,66 | 24,93 | 27,15 | NQ       | NQ    | 27,15    | 1      | PB    |

## Klasyfikacja drużynowa
Źródło:
| Miejsce | Drużyna        | Punkty indywidualne | Punkty drużynowe        |
| ------- | -------------- | ------------------- | ----------------------- |
| 1.      | Ameryka        | 11                  | 16 (wykorzystany joker) |
| 2.      | Europa         | 10                  | 6                       |
| 3.      | Azja i Oceania | 8                   | 4                       |
| 4.      | Afryka         | 7                   | 2                       |